# Nana Nafihou
Nana Nafiou Badarou (* 30. Januar 1988 in Kouhounou, Cotonou, Littoral ) ist ein beninischer Fußballnationalspieler.

## Karriere
Badarou begann seine Karriere in der Jugend des AS de Cotonou. Er verließ im Alter von 15 Jahren seinen Heimatverein AS Cotonou und wechselte in die dritte beninischen Liga zu Tepi Santé, wo er 2004 mit 16 Jahren sein Seniordebüt spielte. Im Dezember 2004 verließ er seine Heimat Benin und wechselte in die MTN Division 2 zu AS Cetef de Bonabéri. Mit dem Verein aus Littoral stieg er 2006 in die MTN Ligue 1 auf. Nach der Saison 2006 verließ er den AS Cetef und wechselte zum Ligarivalen Union Douala. Dort spielte er bis zum Januar 2008, bevor er nach Südafrika zur Rojo Soccer Academy wechselte. Dort spielte er jedoch nur ein halbes Jahr für Rojo, bevor er zum kamerunischen MTN Ligue 1 Verein Union Douala zurückkehrte. Nafiou spielte die nächsten zwei Jahre für Union Sportive Douala und absolvierte einige Spiele in der CAF Confederations Cup. Im Mai 2010 wurde er bei Union Douala aussortiert und kehrte nach Benin zurück, wo er bei Association Sportive du Port Autonome de Cotonou unterschrieb. Nach 23 Monaten mit ASPAC, versuchte er sein Glück in Swasiland und unterschrieb beim Rekordmeister Mbabane Swallows. Mit den Swallows wurde er in der Saison 2013 Meister der Swaziland MTN Premier League. Am 31. Juli 2013 verkündete er seinen Abgang aus Swasiland und wechselte nach Algerien zu ASO Chlef. Er unterschrieb einen Dreijahresvertrag bei dem Klub aus der Ligue Professionnelle 1. Er debütierte am 25. August 2013 für ASO im Ligaspiel gegen MC Oran.

### International
Am 24. Mai 2013 wurde er erstmals in die Beninische Fußballnationalmannschaft gegen Algerien berufen. Im Spiel am 9. Juni 2013 gab er sein Länderspieldebüt für die Les Écureuils gegen Algerien, wo er in der 67. Minute mit Gelb-Rot vom Platz flog.

## Erfolge
- 2005: Vize-Meister der 3 Division
- 2005: Abwehrspieler des Jahres – Poule du Wouri
- 2006: Meister der 2 Division – poule du Littoral
- 2012: Beninischer Meister
- 2013: Meister der Swaziland MTN Premier League